# Eleven-plus
Le eleven-plus ou 11-plus est un examen passé par une partie des élèves en Angleterre et en Irlande du Nord à la fin de l'école primaire, qui détermine l'admissibilité en grammar school ou dans les autres établissements du secondaire qui pratiquent la sélection académique.

## Histoire
Lors de sa création, en 1944, le eleven-plus était passé par tous les élèves d'Angleterre et du pays de Galles, ainsi que d'Irlande du Nord à partir de 1947, à la fin de l'école primaire, soit à l'âge de 11 ans (d'où son nom). Dans le cadre du système tripartite alors en vigueur, cet examen visait à répartir les élèves entre les grammar schools (dispensant un enseignement théorique préparant aux études supérieures), les écoles secondaires techniques (enseignement technique de haut niveau) et les écoles secondaires modernes (enseignement pratique pour professionnalisation rapide).
Bien qu'il soit officiellement présenté comme un simple moyen de répartir les élèves, sans notion de succès ou d'échec, le eleven-plus est rapidement considéré comme une étape cruciale de l'éducation des enfants, l'admission en grammar school jouant un rôle capital dans l'ascension sociale pour les classes moyennes et inférieures.
Le système tripartite est progressivement aboli en Angleterre et au pays de Galles au cours des années 1960 et 1970 (en 2007 en Irlande du Nord), mais il subsiste encore partiellement en Angleterre et en Irlande du Nord. Le eleven-plus continue ainsi à être passé, mais uniquement par les élèves souhaitant entrer dans des établissements pratiquant la sélection académique.